# Centaurea eflanensis
Centaurea eflanensis — вид квіткових рослин айстрових (Asteraceae). Ендемік Туреччини. 